# مرینوس (دهانه)
مرینوس یک دهانه برخوردی در ماه‌ است.

## دهانه‌های اقماری
این دهانه ۱۱ دهانه اقماری دارد.
| Marinus | عرض جغرافیایی | طول جغرافیایی | قطر          |
| ------- | ------------- | ------------- | ------------ |
| A       | ۳۹.۹° S       | ۷۳.۲° E       | ۲۷.۰ کیلومتر |
| C       | ۳۸.۰° S       | ۷۳.۵° E       | ۳۷.۰ کیلومتر |
| B       | ۳۹.۶° S       | ۷۴.۸° E       | ۵۹.۰ کیلومتر |
| E       | ۳۶.۲° S       | ۷۶.۷° E       | ۱۷.۰ کیلومتر |
| G       | ۴۰.۴° S       | ۷۶.۶° E       | ۲۱.۰ کیلومتر |
| F       | ۴۱.۳° S       | ۷۴.۸° E       | ۱۷.۰ کیلومتر |
| H       | ۴۰.۲° S       | ۷۷.۷° E       | ۱۶.۰ کیلومتر |
| J       | ۳۹.۶° S       | ۷۱.۰° E       | ۱۰.۰ کیلومتر |
| M       | ۳۷.۵° S       | ۸۰.۸° E       | ۲۶.۰ کیلومتر |
| N       | ۳۷.۶° S       | ۷۸.۴° E       | ۱۶.۰ کیلومتر |
| R       | ۳۸.۰° S       | ۷۵.۳° E       | ۴۴.۰ کیلومتر |